# كوميكت

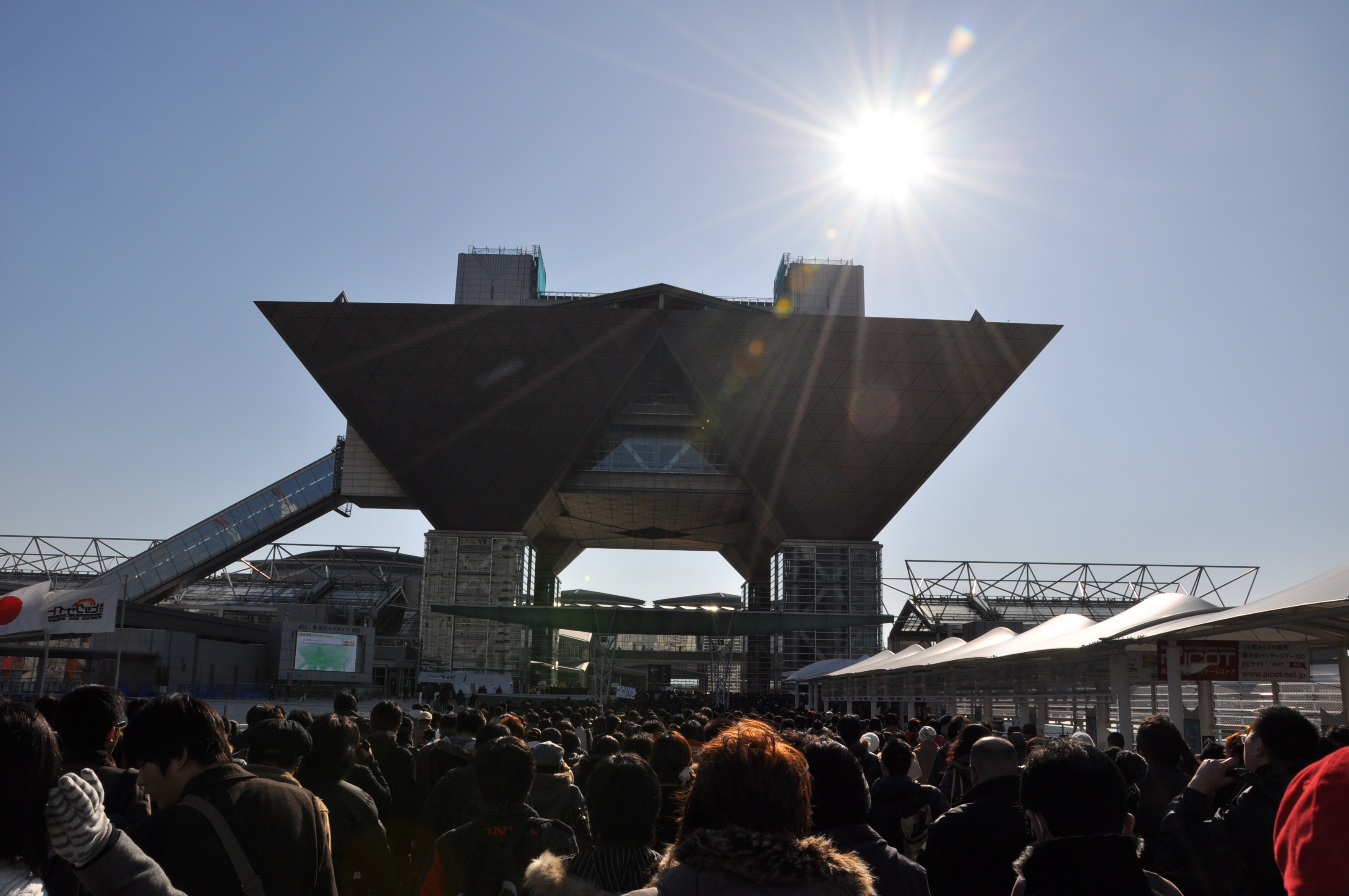
طوابير الانتظار

كوميكت أو سوق القصص المصورة (باليابانية: コミケット) هو أكبر سوق دوجينشي في العالم، يعقد مرتين في السنة في طوكيو باليابان. تأسس في 21 ديسمبر 1975 من قبل يوشيهيرو يونيزوا ودائرة من أصدقائه بينما كانوا يدرسون في جامعة ميجي. حيث كانوا يودون دراسة المانجا واستكشاف إمكاناتها، يقام كوميكت مرة واحدة في أغسطس ومرة واحدة في ديسمبر وعادة ما يقام خلال عطلة نهاية الأسبوع.
موقعه الحالي هو طوكيو بيغ سايت. بحلول عام 1982 كان هناك عدد الحضور أقل من عشرة آلاف لكن بحلول عام 1989 وصل العدد إلى أكثر من مئة ألف، ثم إزداد إلى أكثر من نصف مليون في النسخ اللاحقة.

## وصلات خارجية
- كوميكت على موقع ميوزك برينز (الإنجليزية)

- الموقع الإلكتروني